# دختر، زن، دیگری
دختر، زن، دیگری (انگلیسی: Girl, Woman, Other) کتابی داستان تخیلی است که هشتمین اثر برناردین اواریستو می‌باشد. این داستان زندگی ۱۲ شخصیت را در خلال چند دهه در بریتانیا پیگیری می‌کند. کتاب در سال ۲۰۱۹ برنده جایزه ادبی من بوکر شد.